# Microtendipes distalis
Microtendipes distalis är en tvåvingeart som beskrevs av Jean-Jacques Kieffer 1918. Microtendipes distalis ingår i släktet Microtendipes och familjen fjädermyggor.
Artens utbredningsområde är Tjeckien. Inga underarter finns listade i Catalogue of Life.